# 猪笼草属（猪笼草科）的框架性修订
《猪笼草属（猪笼草科）的框架性修订》（A skeletal revision of Nepenthes (Nepenthaceae)）是由马修·杰布和马丁·奇克所著的关于猪笼草属食虫植物的专著。其1997年5月发表于《布卢姆－植物分类学与植物地理学杂志》中。这是自约翰·缪尔黑德·麦克法兰1908年的专著以来，首次对猪笼草属进行修订。马修·杰布和马丁·奇克的修订依赖于“他们自1984年以来的协作，很大程度上取决于植物标本，但也包括对新几内亚、印度尼西亚、马来西亚、新加坡和马达加斯加的实地考察”。2001年，他们以此为基础又发表了一部更详细的专著——《猪笼草科》。

## 主要内容
该书共介绍了82个物种，包括6种首次描述的物种：
- 阿金特猪笼草（N. argentii）
- 马兜铃猪笼草（N. aristolochioides）
- 丹瑟猪笼草（N. danseri）
- 上位猪笼草（N. diatas）
- 蓝姆猪笼草（N. lamii）
- 毛律山猪笼草（N. murudensis）

此外，大叶猪笼草（N. macrophylla）从种下类群升级为物种。马修·杰布和马丁·奇克还在其中囊括了5种“鲜为人知的类”：
- 迪安猪笼草（N. deaniana）
- 容洪猪笼草（N. junghuhnii）
- N. melamphora var. lucida
- 忽视猪笼草（N. neglecta）
- 斯迈尔斯猪笼草（N. smilesii）

而有三个类群被排除在外：雪线猪笼草（N. cincta）、冠猪笼草（N. cristata）和林德利猪笼草（N. lindleyana）。其中还包括了三种分布广泛的自然杂交种。
马修·杰布和马丁·奇克修订了B·H·丹瑟1928年颇有影响力的专著——《荷属东印度群岛的猪笼草科植物》中的几处分类鉴定。这包括确认真穗猪笼草（N. eustachya）、粗毛猪笼草（N. hispida）、岔刺猪笼草（N. ramispina）和苏门答腊猪笼草（N. sumatrana）为独立的物种，它们以前分别被认为是翼状猪笼草（N. alata）、刚毛猪笼草（N. hirsuta）、瘦小猪笼草（N. gracillima）和特勒布猪笼草（N. treubiana）的同物异名。马修·杰布和马丁·奇克也将肉瘤猪笼草（N. carunculata）归入邦苏猪笼草（N. bongso）及将窄唇猪笼草（N. leptochila）归入刚毛猪笼草。许多更晚描述的物种也被视为是其他物种的同物异名，包括长叶猪笼草（N. longifolia）是苏门答腊猪笼草的同物异名、塔蓝山猪笼草（N. talangensis）是邦苏猪笼草的同物异名、细猪笼草（N. tenuis）是疑惑猪笼草（N. dubia）的同物异名和似刃猪笼草（N. xiphioides）是梳状猪笼草（N. pectinata）的同物异名。他们也选定了这些物种的模式标本。
查尔斯·克拉克在马修·杰布和马丁·奇克发表修订的同一年也发表了专著——《婆罗洲的猪笼草属植物》。查尔斯·克拉克与他们不同的是，其主要关于生态学方面的专著，也并没有试图提供另一种对婆罗洲猪笼草类群的分类方法（例外：将婆罗洲猪笼草（N. borneensis）视为博世猪笼草（N. boschiana）的同物异名及将法萨猪笼草（N. faizaliana）视为一个独立的物种）。但马修·杰布和马丁·奇克所作出的分类学修订有几处在查尔斯·克拉克2001年的专著——《苏门答腊岛与西马来西亚的猪笼草》中又被修改回来了。

## 同行评议
分类学家简·斯洛尔（Jan Schlauer）在1998年9月的《食虫植物通讯》中对《猪笼草属（猪笼草科）的框架性修订》进行了评述。
|  | 这篇专著对于所有对猪笼草属分类有兴趣的人来说都是必不可少的，这是对丹瑟的经典分类法的一步重要的改进。但是在马来西亚植物区系报告完成前一些有争议的问题必须澄清。 |

简·斯洛尔并不同意马修·杰布和马丁·奇克将塔蓝山猪笼草视为邦苏猪笼草的同物异名，而他们对窄叶猪笼草的说明在简·斯洛尔看来是延续了“丹瑟的错误想法”。
Zdeněk Žáček还在1997年的《Trifid》中对《猪笼草属（猪笼草科）的框架性修订》进行评述。